# Ytaktivt ämne

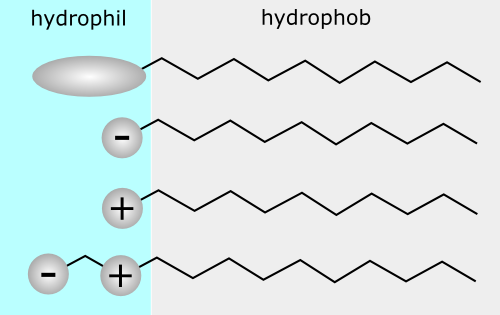
Traditionella ytaktiva ämnen klassificeras i fyra grupper: icke-joniska, anjoniska, katjoniska, och zwitterjoniska.

Ytaktiva ämnen, är ämnen som förändrar ytspänningen i fasgränsytor. Underförstått syftar det på ämnen som sänker ytspänningen, dessa kallas tensider (från latinets tensus – 'spänd', via tyska tenside) eller surfaktanter (från engelska surfactant, en ihopdragning av surface active agent),  och som därmed bland annat möjliggör att blanda ämnen som egentligen är oblandbara (t.ex. olja och vatten). 
Eftersom surfaktanter underlättar bildandet av dispersioner genom solubilisering, har de fått stor användning inom kemiindustrin.
Surfaktanter används i en lång rad tekniska tillämpningar och har olika namn beroende på område. Namnet beskriver dock inte deras molekyler och samma ytaktiva ämne kan ha olika användningsområden. Vid tekniska tillämpningar använder man oftast benämningarna tensider eller surfaktanter. Framförallt utnyttjas deras egenskaper i rengöringsmedel, emulgeringsmedel, vätmedel, flotationsmedel och dispersionsmedel.
Större delen av de producerade tensiderna är nonjoniska men även an- och katjons-tensider förekommer. Vanliga tillämpningsområden för dessa är inom flotation, asfalt, rengöring, foder m.m.
Inom fysiologin används benämningen "surfaktant" i princip uteslutande för det ytaktiva lipoproteinet som reducerar ytspänningen i lungornas alveoler. Lipoproteiner används dock som surfaktanter i många andra sammanhang, till exempel för att transportera fettlösliga ämnen som kolesterol i blodet.
Om man verkligen syftar på ytaktiva ämnen som höjer ytspänningen används begreppet antisolvent. Tillsatsen av salt till oljeblandat vatten gör att oljan avskiljs snabbare och kan tas om hand.

## Funktion
Principen för konventionella ytaktiva ämnenas funktion är att de består av en polär och en opolär del. Eftersom deras användning framförallt är kopplad till vatten säger man oftast att de är amfifila och att den polära delen är hydrofil och den opolära hydrofob. Den hydrofoba delen utgörs av en kolvätekedja, som bildar en "svans" (eller två), medan den hydrofila delen bildar ett "huvud" som kan vara icke-joniskt, anjoniskt, katjoniskt eller zwitterjoniskt (med både negativ och positiv laddning). Huvudets uppbyggnad används för klassificering av de ytaktiva ämnena.

### Miceller

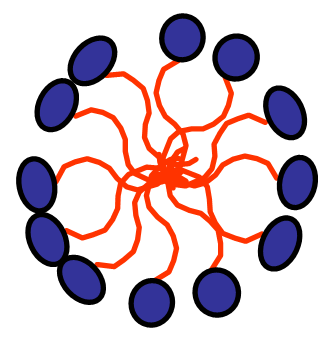
En micell i tvärsnitt.

Miceller är aggregat av ytaktiva ämnen i en kolloidal dispersion. De bildas i vatten och det ytaktiva ämnets hydrofoba "svansar" kommer då peka inåt och skyddas av ett lager hydrofila "huvuden". Miceller kan bara bildas när koncentrationen av ytaktiva ämnen är större än den kritiska micellkoncentrationen (CMC) och temperaturen överstiger den kritiska micelletemperaturen. Vid den kritiska micellkoncentrationen kommer inte heller ytspänningen längre att minska nämnvärt trots ytterligare tillsatser av det ytaktiva ämnet.
Micellers främsta användbara egenskap är de kan innesluta små mängder av hydrofoba ämnen. Och därmed "lösa" (solubilisera) till exempel oljor i vatten.
Använder man ett organiskt lösningsmedel istället för vatten bildas omvända miceller som har den hydrofoba delen utåt och den hydrofila delen inåt. Detta tillämpas bland annat inom bioteknologi.

## Inom fysiologi

Dipalmitoylfosfatidylkolin, en zwitterjonisk surfaktant är den vanligaste fosfolipiden i lungorna.

Hos däggdjur är surfaktanter en typ av lipoproteiner som produceras av typ II pneumocyter i lungornas alveoler. Deras funktion är att reducera ytspänningen i alveolen vilken annars skulle leda till kollaps av lungvävnaden vid utandning.
Dessa lipoproteiner består av proteiner med bundna fosfolipider.
Indikationer antyder att surfaktanter även har en andra uppgift, nämligen att motverka att lungorna drabbas av ödem. Genom att ytspänningen minskar vid utandning behåller alveolen till stor del sin volym, därmed tar den upp lika mycket utrymme i lungan. Om alveolens volym minskar (som är fallet utan surfaktanter) skulle trycket i lungvävnaden utanför alveolerna sjunka, vilket i sin tur leder till diffusion av vätska från kapillärer genom osmos.
I kroppen finns fler surfaktanter än dessa, exempelvis gallsalter som underlättar upptaget av fett från födan. Galla tas tillvara på slakterier och används till galltvål.

## Klasser av ytaktiva ämnen

### Anjoniska tensider

#### Alifatiska

Natriumlaurylsulfat är ett anjoniskt ytaktivt ämne som bland annat används, som förtjockningsmedel och skapar skum, i tandkräm och schampo.

De anjoniska alifatiska tensiderna är ytaktiva ämnen med negativt laddade "huvuden" som utgörs av sulfater (R-O-SO3-), sulfonater (R-SO3-) eller karboxylater (R-CO2-). R-grupperna ("svansarna") som är hydrofoba är kolkedjor från vegetabiliskt eller animaliskt fett. Dessa är den historiskt viktigaste gruppen av ytaktiva ämnen och är fortfarande den klart vanligaste. Denna typ av ytaktiva ämnen återfinns i emulgeringsmedel och rengöringsmedel av skilda slag som diskmedel, tvättmedel och schampo. Hit hör även natriumstearat och kaliumstearat, till vardags – tvål respektive såpa.

#### Alkylbensensulfonater

Grenad alkylbensenesulfonat

Alkylbensensulfonater är en klass av anjoniska tensider, som består av en hydrofil sulfonathuvudgrupp och en hydrofob alkylbensensvans. Tillsammans med natriumlaurylsulfat är de en av de äldsta och mest använda syntetiska surfaktanterna och används i många kroppsvårdsprodukter (tvålar, schampon, tandkräm etc.) och i hushållsprodukter (tvättmedel, diskmedel, sprayrengöring etc.). De tillverkas av petroleum och introducerades först på 1930-talet i form av grenade alkylbensensulfonater, förkortade BAS (Branched Alkylbenzene Sulfonates) Jämfört med traditionella alifatiska tensider så är BAS  mycket effektivare i hårt vatten och skummar mera. Men den grenade svansen gör dem svåra svårt att bryta ned biologiskt. Detta gjorde att det blev mycket skum i avloppsvattnet vilket orsakade problem för reningsverken.  BAS fasades ut från de flesta konsumentprodukter under 1960-talet, men de är fortfarande vanliga i industriella tillämpningar, där snabb biologisk nedbrytbarhet är av mindre betydelse.

Dodekylbensenesulfonat är en LAS och en av de vanligaste surfaktanterna

Numera används petroleum för att tillverka injära alkylbensensulfonater (LAS). De har en rak kolkedja där en bensenring sitter någonstans i mitten. LAS är betydligt giftigare för fisk än BAS, men anses ändå mijövänligare då de bryts ned snabbare i naturen.

#### Gallsyror

Kenodeoxicholsyra, en gallsyra som används som läkemedel för att lösa upp gallstenar.

Gallsyror är anjoniska tensider som produceras av ryggradsdjurs levrar för att emulgera fett i tunntarmen. Till skillnad från de alifatiska anjoniska tensiderna har de ingen lång kolkedja utan består av ett steroidskelett. I naturligt tillstånd är de konjugerade med taurin eller glycin. Galltvålar är en typ av tvålar som tillverkas genom att galla från slakthus blandas med en bas, till exempel natriumhydroxid eller kaliumhydroxid. Galltvålarna är mer effektiva bakteriedödande än den naturliga gallan eftersom de okonjugerande gallsyrorna är mindre polära och därför tar sig in mellan lipiderna i bakteriers cellmembran och kan lösa upp det. Galltvålar är populära i ekologiska och miljövänliga fläckborttagnings- och rengöringsprodukter.

### Katjoniska tensider
Katjoniska tensider är ytaktiva ämnen med positivt laddade "huvuden" som utgörs av ammoniumsalter (R-NH4+) eller vanligen kvarternära ammoniumsalter (R4N+). Deras hydrofoba del är vanligen alkylgrupper, men kan även utgöras av en pyridiniumjon. De första katjoniska tensiderna som framställdes gjordes med ammoniumsalter, men har mer och mer kommit att ersättas av kvarternära ammoniumsalter (på grund av att de gav problem vid höga pH-värden). De katjoniska tensidernas egenskaper skiljer sig från övriga typer genom att de adsorberas till negativt laddade ytor som exempelvis hår, hud, textilfibrer och vänder sina hydrofoba grupper ut från ytan och bildar en vattenavvisande hinna, samt motverkar statisk elektricitet. De är generellt dåliga emulgatorer och rengörare, de flesta är antiseptiska. På grund av dessa egenskaper används de i sköljmedel, hårbalsam, desinfektionsmedel (invertsåpa). De fungerar bäst i sur miljö och i frånvaro av anjoniska tensider samt är svårnedbrytbara i miljön.

### Icke-joniska tensider
Icke-joniska tensider är ytaktiva ämnen där den hydrofila delen utgörs av neutrala grupper som polyetylenglykoletrar (R-[OCH2CH2]n-OH), alkoholer (R-OH), amidalkoholer (R-CO-N[CH2CH2OH]nn=1-2), polyglukosidetrar. Deras "svansar" är vanligen alkylgrupper. Icke-joniska tensider har goda emulgerande och rengörande egenskaper, även vid låg temperatur (polyetylenglykoletrars vattenlöslighet minskar med ökande temperatur) och löddrar lite. Ofta tillsätts de till anjoniska tensider för att stabilisera dessa och öka viskositeten. Denna typ av tensider återfinns i emulgeringsmedel i krämer och hudvårdsprodukter, rengöringsmedel av skilda slag, diskmedel, tvättmedel, tvålar och schampon.
Den hydrofila delen kallas något förenklat för etylenoxidkedja. Denna blir hydrofil genom att den omges av "ett moln" av vattenmolekyler. Vid en temperaturökning kommer vattenmolnet att skingras varvid den icke-joniska tensiden blir gradvis vattenolöslig, vilket visar sig genom att lösningen blir opak. Man har då uppnått den s.k. grumlingpunkten. Ovanför grumlingspunkten kan icke-jontensider verka skumdämpande, vilket har stor betydelse i till exempel maskindiskmedel och torkmedel.

### Zwitterjoniska tensider
Zwitterjoniska (amfotera) ytaktiva medel har både katjoniska och anjoniska centra kopplade till samma molekyl. Den katjoniska delen är baserad på primära, sekundära eller tertiära aminer eller kvaternära ammonium-katjoner. Den anjoniska delen varierar mer med bland annat sulfonater och ammonium-karboxylat. De vanligaste biologiska zwitterjoniska ytaktiva medlen har en fosfat-anjon.

### Geminitensider

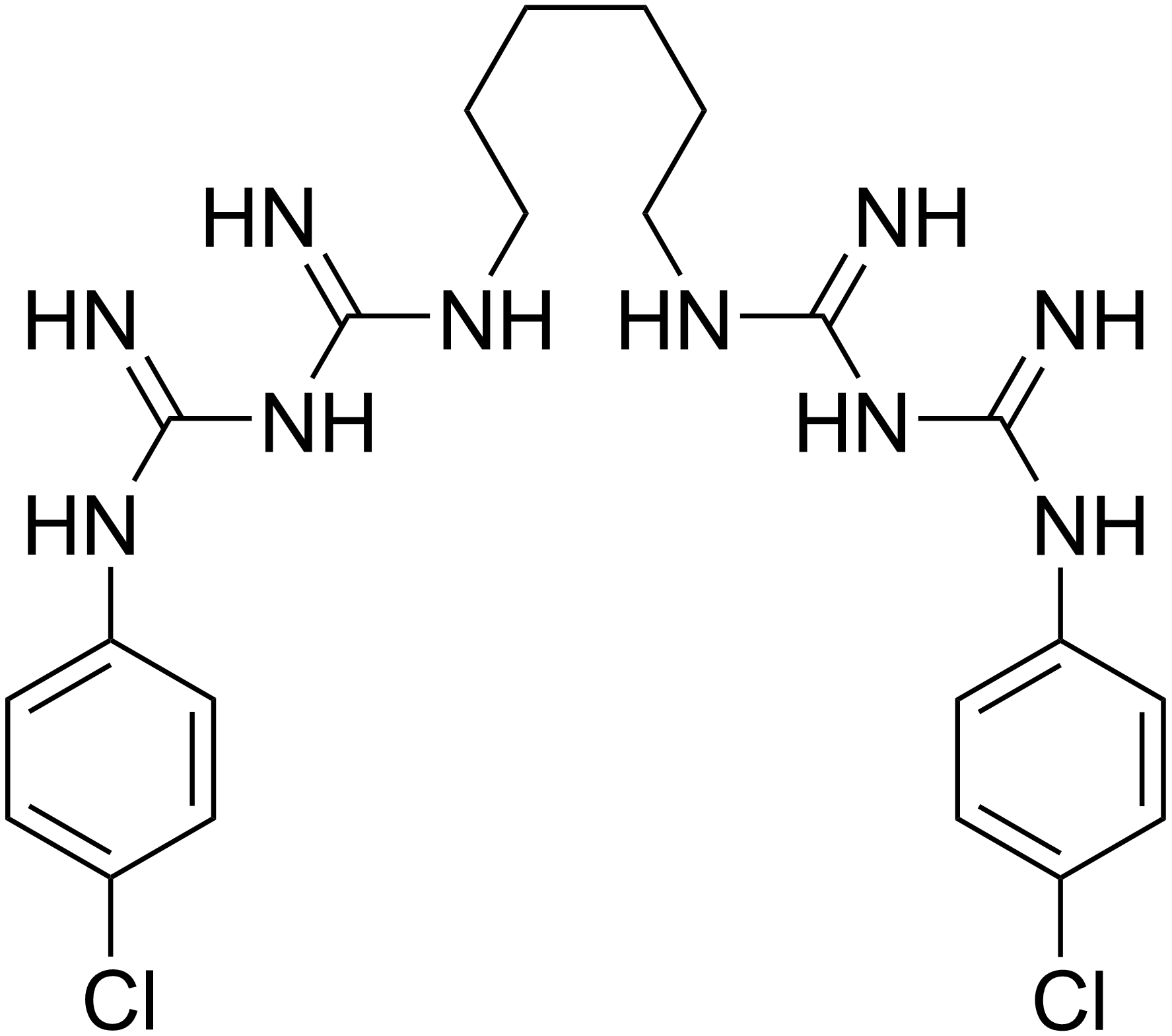
Klorhexidin är en geminisurfaktant

Geminitensider består av två eller flera traditionella surfaktanter som sitter ihop med en brygga mellan dem. Eftersom de har flera vattenlösliga och fettlösliga delar blir micellerna inte sfäriska, utan de kan vara cylindriska eller elliptiska. De rubbar proteiners struktur i lägre koncentration än om surfaktantmolekylerna hade tillförts var för sig.
Mest känd är klorhexidin som har tre fettlösliga och två stela katjoniska delar. Den bakteriedödande effekten uppstår genom att katjonerna binder till bakteriers cellväggar, medan de fettlösliga delarna attraheras till cellmembranet. Detta får cellväggen och cellmembranet att falla sönder.

### Hydrotroper
Hydrotroper är ytaktiva ämnen som inte bildar miceller. Exempelvis har etanol som vanliga nonjoniska surfaktanter en hydrofil OH-grupp, men dess hydrofoba svans är bara en kolatom lång, vilket är för kort för att bilda miceller. Trots det bidrar etanol till att icke vattenlösliga ämnen kan lösa sig i en vatten-etanolblandning. Denna typ av surfaktanter kallas kaotroper eftersom de får proteiner, DNA och RNA att anta en mer kaotisk struktur. Detta gör att etanol används som desinfektionsmedel.

Motsatsen till kaotroper är kosmotroper som stabiliserar proteiner. Exempelvis så gör förekomsten av socker att det krävs en högre temperatur för att denaturera ett protein 
Till skillnad från vanliga ytaktiva ämnen så ökar kosmotroper vattets ytspänning och kan därför även kallas antisolventer. En vanlig tillämpning är att tillsätta salt till en proteinlösning för att göra det mer polärt. Proteiner som inte är tillräckligt polära för att lösa sig i saltvattnet kommer då att fällas ut och kan tas tillvara.